# کوچی (هند)
کوچی (به لاتین: kochiبا تلفظ ([koˈtʃ:i ] ()) یا cochin با تلفظ (‎/ˈkoʊtʃɪn/‎) یک شهر در هند با جمعیت ۶۱۲٬۳۴۳ نفر است که در کرالا واقع شده‌است.